# 東新潟站
東新潟站（日语：／ Higashi-Niigata eki */?）是位於新潟縣新潟市東區中島字浦澤509番，東日本旅客鐵道（JR東日本）的白新線車站。
在營業距離中，此站與此站北邊的日本貨物鐵道（JR貨物）新潟貨物總站是在同一地點。

## 歷史

新潟附近鐵路路線圖

- 1958年（昭和33年）2月1日：新潟操車場前臨時乘降場（日语：／）啟用。
- 1978年（昭和53年）10月2日：隨著成為雙線鐵路，升級為東新潟站。旅客車站。原本的月台變為上行線月台，在此站與北邊操車場之間的空間新設下行月台。
- 1987年（昭和62年）4月1日：伴隨國鐵分割民營化，車站由東日本旅客鐵道（JR東日本）營運。
- 1989年（平成元年）：隨著新潟貨物總站啟用，整理上沼垂信號場～大形之間的路線配置。
  - 10月30日：上下行月台整合[2]。
  - 12月25日：現時的車站大樓啟用。
- 2005年（平成17年）1月27日：自動閘機開始使用。
- 2006年（平成18年）1月21日：此站可使用IC卡「Suica」（新潟都市圈範圍）。
- 2010年（平成22年）3月8日：指定券自動售票機開始運作。同年3月7日，綠色窗口結業。
- 2017年（平成29年）2月18日：在跨線橋上新設升降機。エレベーター設置に伴いホーム幅が減少するため、ホームの拡張も行われた。

## 車站構造
車站是一座地面車站，設有2面2線的相對式月台，各月台之間設有跨線橋連接。
車站大樓位於1號月台（上行）的南面。
此站是由新潟站管理的業務委託車站，委托了JR新潟Business負責車站業務。
車站閘口處設有3座自動閘機，所有閘機可使用Suica等IC卡。整日會有數段時段沒有車站職員當值有人檢票口，在這處時段可使用對講機與JR東日本新潟分社職員聯絡，並以遠端操作閘口。在閘口周邊設有2台自動售票機（多功能售票機和指定席售票機各1台）。在閘內設有候車室和廁所。車站內設有自動販賣機（閘內1部，閘外2部）。此站設有無障礙設施，於車站大樓正面設有斜道，可讓輪椅人士使用。在2017年（平成29年）2月18日，於跨線橋上新設了升降機，在月台後方設有新通道。在過去，來往輪椅與月台時需要車站職員協助。
在設有有人檢票口前，此站設有綠色窗口。隨著設置指定席售票機，售票業務在2010年（平成22年）3月7日終結，現時只有檢票業務。

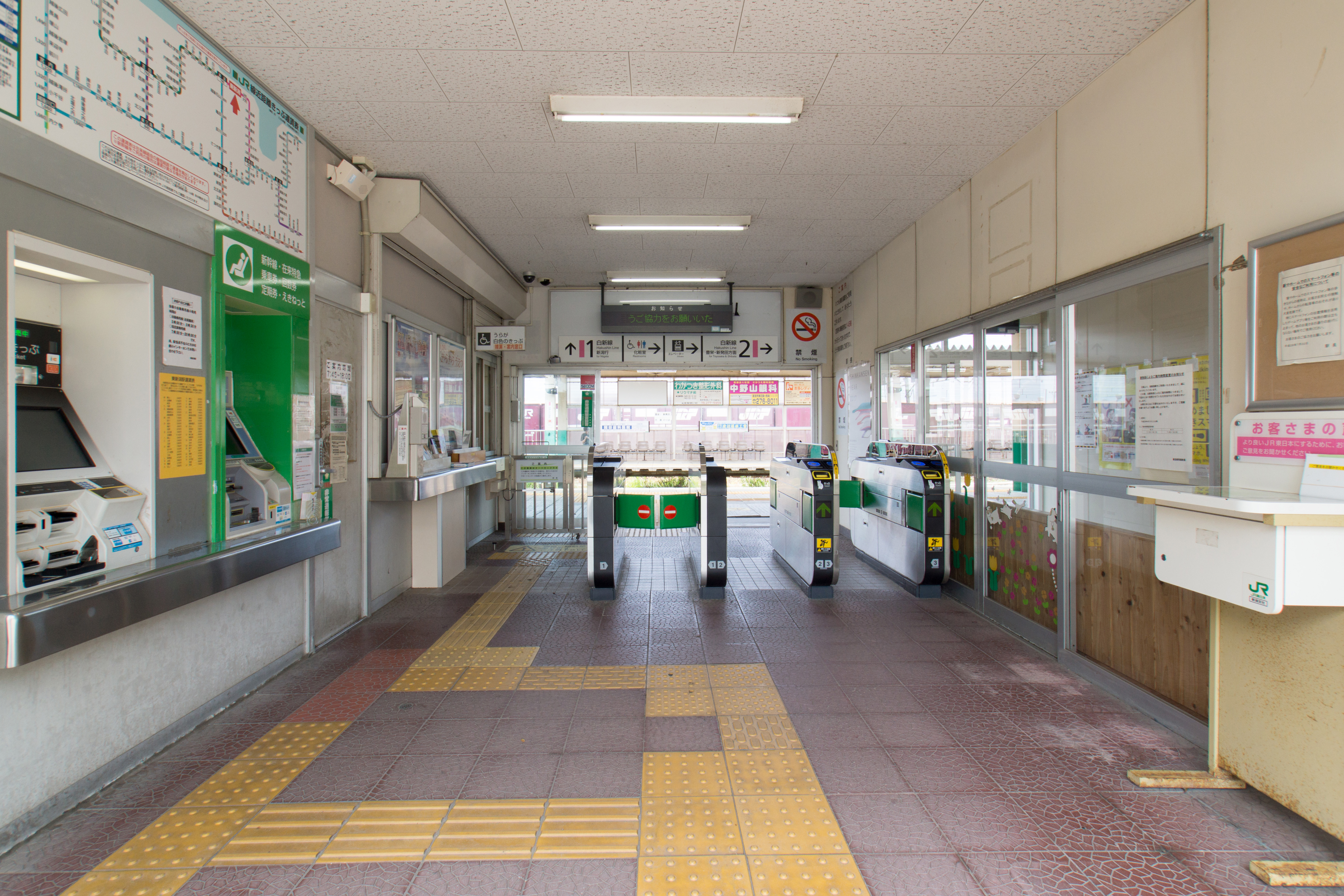
閘口（2017年6月）
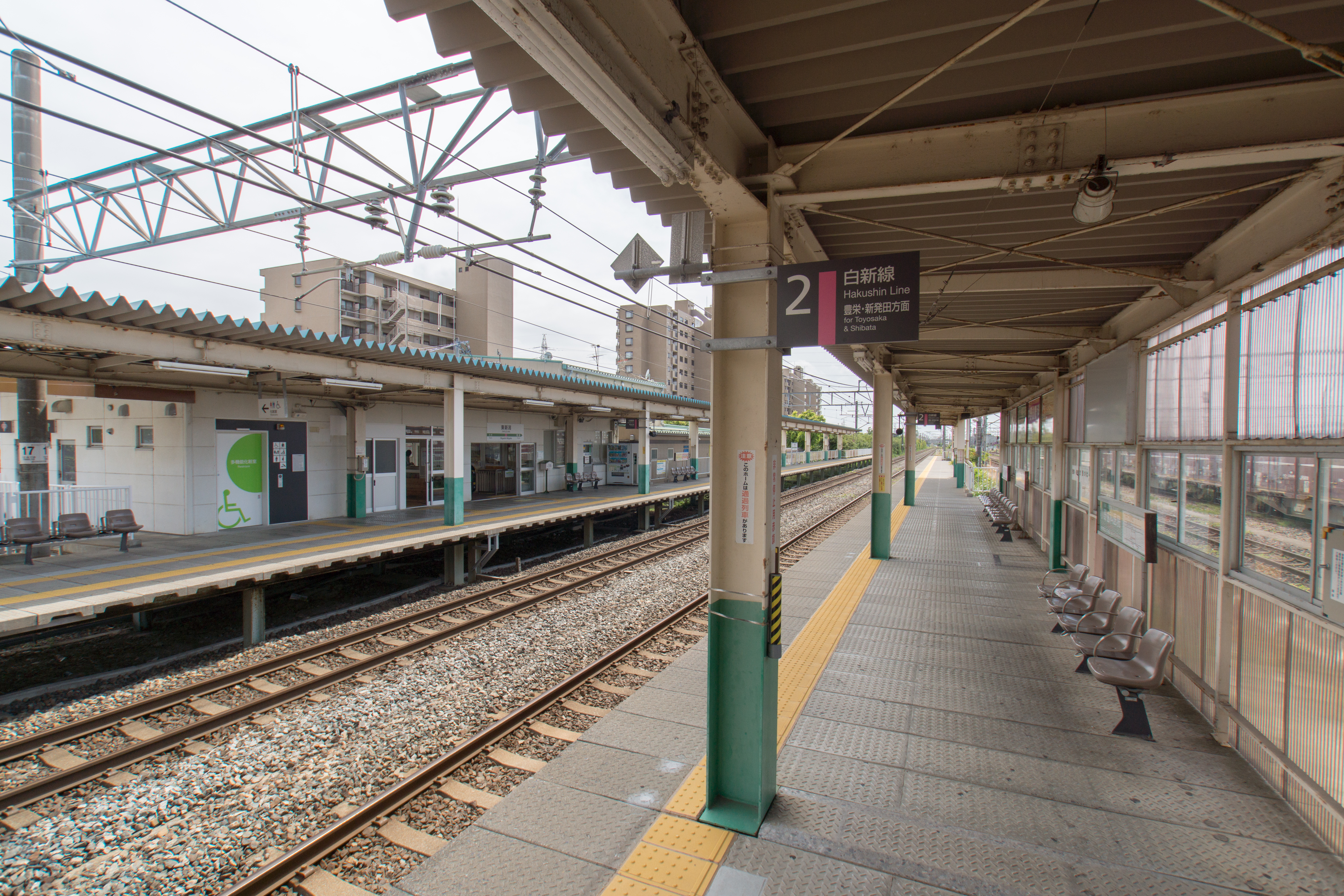
月台。右邊鄰接貨物總站（2017年6月）
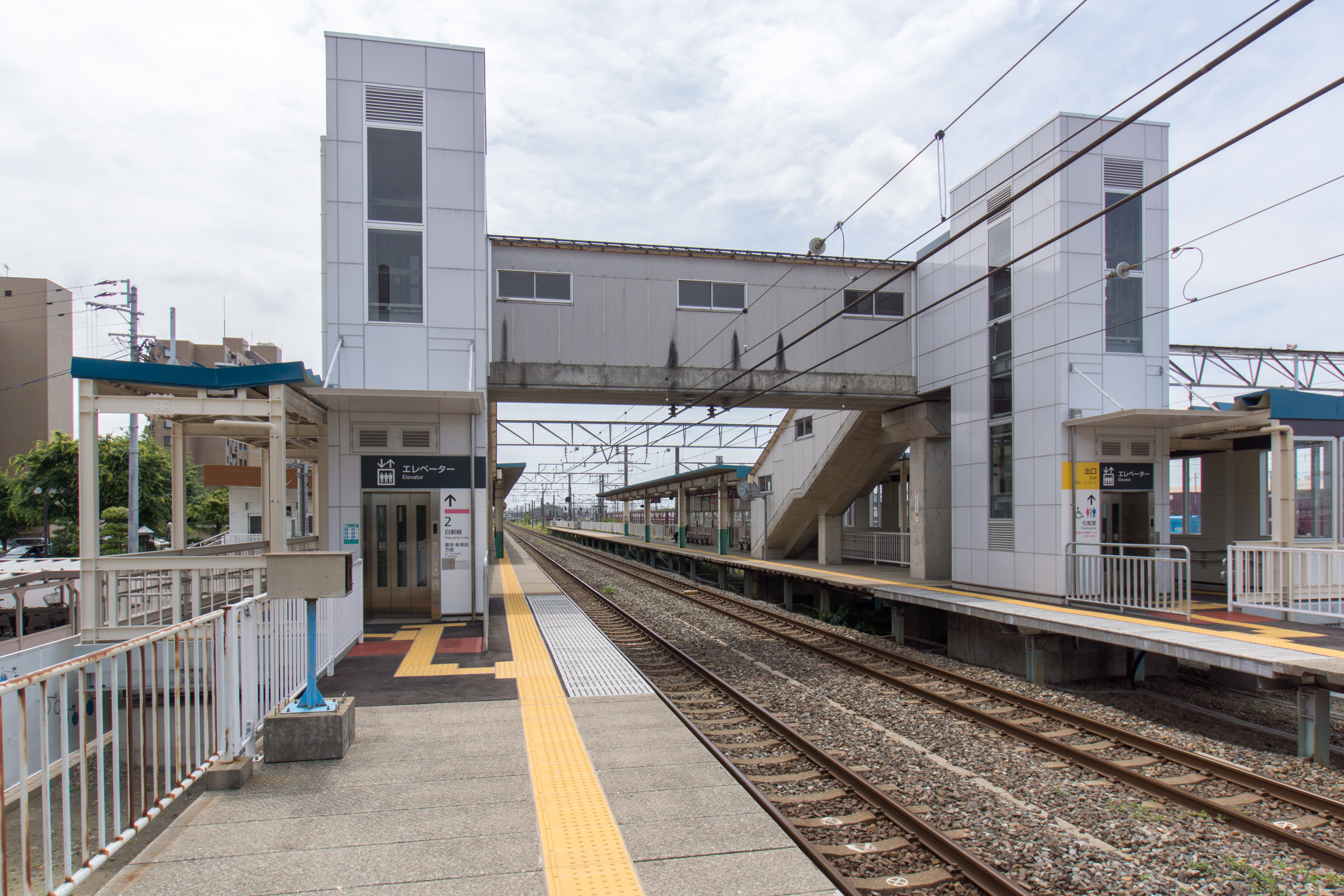
新設升降機。由於月台較狹窄，因此在右邊設有可讓輪椅通過的通道（2017年6月）
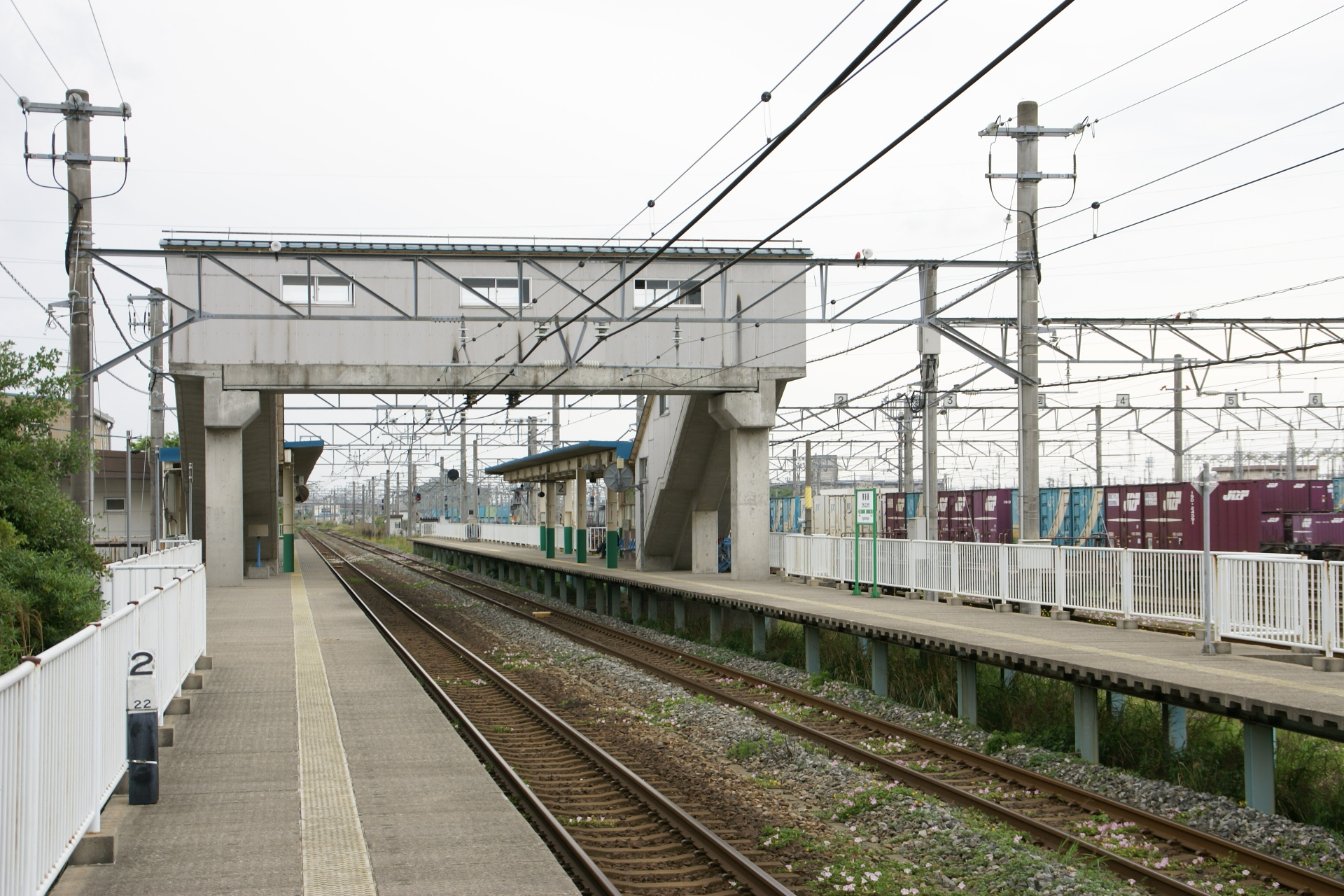
未設置升降機前的月台（2008年5月）
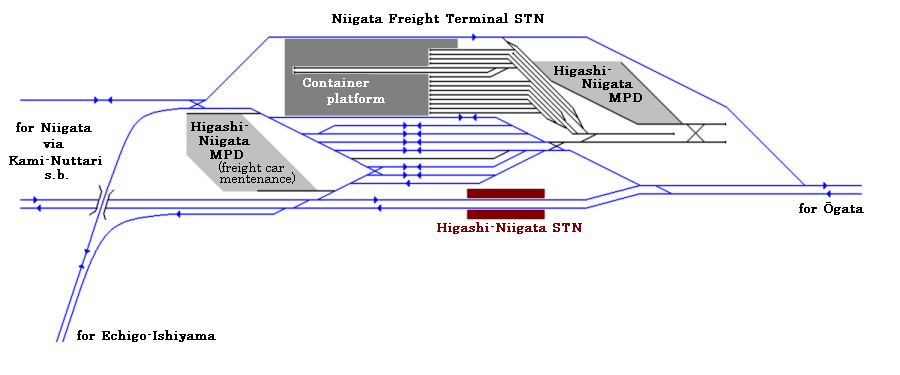
貨物總站與此站的配線圖

### 月台
| 月台 | 路線    | 上下行 | 方向             |
| ---- | ------- | ------ | ---------------- |
| 1    | ■白新線 | 上行   | 新潟方向         |
| 2    | ■白新線 | 下行   | 豐榮、新發田方向 |

參考

### 月台配置的變遷
在臨時乘降場啟用當初，白新線為單線鐵路，月台位於新潟操車場（現時：新潟貨物總站）的南邊，只有1面1線的單式月台。隨著白新線成為雙線鐵路之際，在操車線下行線的北邊新増了另一座月台，使上下行月台之間設有大型操車場。由於主要車站使用者都是來自南邊新潟市石山東部地區，因此當下行列車在新發田方向月台停站，乘客下車後需要步行約10分鐘前往新潟方向月台，再而離開車站。
在國鐵民營化後，由於貨運減少，操車場用地縮小，大部分沼垂站的功能也會遷移至別處。因此此站周邊的路線配置可以重整，白新線的上下行線遷移至操車場以南處。在1989年新車站大樓落成，上下行月台遷移至南邊整合。隨後，於白新線南邊的舊操車場用地變成為站前廣場和住宅區。

## 使用狀況
根據「JR東日本」的資料，在2019年度（令和元年度）1日平均乘車人次為1,752人。
以下為近年乘車人次變化列表：
| 乘車人次變化       | 乘車人次變化     | 乘車人次變化    |
| 年度               | 1日平均 乘車人次 | 參考資料        |
| ------------------ | ---------------- | --------------- |
| 2000年（平成12年） | 1,985            | [ 利用客数 2 ]  |
| 2001年（平成13年） | 1,981            | [ 利用客数 3 ]  |
| 2002年（平成14年） | 1,964            | [ 利用客数 4 ]  |
| 2003年（平成15年） | 1,990            | [ 利用客数 5 ]  |
| 2004年（平成16年） | 1,914            | [ 利用客数 6 ]  |
| 2005年（平成17年） | 1,983            | [ 利用客数 7 ]  |
| 2006年（平成18年） | 1,957            | [ 利用客数 8 ]  |
| 2007年（平成19年） | 1,922            | [ 利用客数 9 ]  |
| 2008年（平成20年） | 1,927            | [ 利用客数 10 ] |
| 2009年（平成21年） | 1,894            | [ 利用客数 11 ] |
| 2010年（平成22年） | 1,891            | [ 利用客数 12 ] |
| 2011年（平成23年） | 1,909            | [ 利用客数 13 ] |
| 2012年（平成24年） | 1,960            | [ 利用客数 14 ] |
| 2013年（平成25年） | 2,011            | [ 利用客数 15 ] |
| 2014年（平成26年） | 1,901            | [ 利用客数 16 ] |
| 2015年（平成27年） | 1,900            | [ 利用客数 17 ] |
| 2016年（平成28年） | 1,844            | [ 利用客数 18 ] |
| 2017年（平成29年） | 1,799            | [ 利用客数 19 ] |
| 2018年（平成30年） | 1,769            | [ 利用客数 20 ] |
| 2019年（令和元年） | 1,752            | [ 利用客数 1 ]  |

## 車站周邊
車站附近均為住宅區（公寓和市營住宅）。於站前設有便利店、藥房和超級市場。
- Cupid石山店
- 新潟縣道290號曾野木一日市線（日语：新潟県道290号曽野木一日市線）

## 巴士
車站周邊設有新潟交通集團和東區區巴士的巴士站。截至2018年4月，設有以下路線行走。有關運行資訊可參見「運行班次時間表（新潟交通） （页面存档备份，存于）」和「區巴士（新潟市東區） （页面存档备份，存于）」。
| 巴士站名稱   | 方向   | 路線名稱              | 路線編號、目的地                                                                     |
| ------------ | ------ | --------------------- | ------------------------------------------------------------------------------------ |
| 石山團地     | 東方向 | E8 石山線＜山二系統＞ | E82 北高校前                                                                         |
| 石山團地     | 西方向 | E8 石山線＜山二系統＞ | E82 經山二、弁天橋 新潟站南出口 E82D 經山二、弁天橋、東跨線橋 新潟站南出口、市政廳前 |
| 石山第二團地 | 東方向 | E8 石山線＜東明系統＞ | E80 北高校前 E81 大江山連絡所前                                                      |
| 石山第二團地 | 東方向 | 東區區巴士            | 松崎路線                                                                             |
| 石山第二團地 | 西方向 | E8 石山線＜東明系統＞ | E80・E81 經東明 新潟站前、萬代城                                                     |
| 石山第二團地 | 西方向 | 東區區巴士            | 松崎路線                                                                             |

## 相鄰車站
東日本旅客鐵道（JR東日本）
■白新線
□快速「紅花」、■快速
通過
■普通
新潟－（上沼垂信號站）－東新潟（新潟貨物總站）－大形
信越本線（貨物支線）
越後石山－東新潟（新潟貨物總站）

## 注腳

### 使用狀況
1. 1 2  . 東日本旅客鉄道.   [2020-07-13]. （原始内容存档于2020-07-11） （日语）.
2. ↑  . 東日本旅客鉄道.   [2019-04-06]. （原始内容存档于2019-03-27） （日语）.
3. ↑  . 東日本旅客鉄道.   [2019-04-06]. （原始内容存档于2019-03-27） （日语）.
4. ↑  . 東日本旅客鉄道.   [2019-04-06]. （原始内容存档于2019-03-27） （日语）.
5. ↑  . 東日本旅客鉄道.   [2019-04-06]. （原始内容存档于2019-03-27） （日语）.
6. ↑  . 東日本旅客鉄道.   [2019-04-06]. （原始内容存档于2019-03-27） （日语）.
7. ↑  . 東日本旅客鉄道.   [2019-04-06]. （原始内容存档于2019-03-27） （日语）.
8. ↑  . 東日本旅客鉄道.   [2019-04-06]. （原始内容存档于2019-03-27） （日语）.
9. ↑  . 東日本旅客鉄道.   [2019-04-06]. （原始内容存档于2019-04-02） （日语）.
10. ↑  . 東日本旅客鉄道.   [2019-04-06]. （原始内容存档于2019-03-27） （日语）.
11. ↑  . 東日本旅客鉄道.   [2019-04-06]. （原始内容存档于2019-03-27） （日语）.
12. ↑  . 東日本旅客鉄道.   [2019-04-06]. （原始内容存档于2019-03-27） （日语）.
13. ↑  . 東日本旅客鉄道.   [2019-04-06]. （原始内容存档于2019-03-28） （日语）.
14. ↑  . 東日本旅客鉄道.   [2019-04-06]. （原始内容存档于2018-10-26） （日语）.
15. ↑  . 東日本旅客鉄道.   [2019-04-06]. （原始内容存档于2016-04-04） （日语）.
16. ↑  . 東日本旅客鉄道.   [2019-04-06]. （原始内容存档于2019-03-27） （日语）.
17. ↑  . 東日本旅客鉄道.   [2019-04-06]. （原始内容存档于2019-03-23） （日语）.
18. ↑  . 東日本旅客鉄道.   [2019-04-06]. （原始内容存档于2017-07-29） （日语）.
19. ↑  . 東日本旅客鉄道.   [2019-04-06]. （原始内容存档于2018-07-06） （日语）.
20. ↑  . 東日本旅客鉄道.   [2019-07-21]. （原始内容存档于2019-07-05） （日语）.

## 外部連結
- 車站資訊（東新潟）：東日本旅客鐵道（日語）